# Victor Fontan
Victor Fontan (Pau, 18 de juny de 1892 - Saint Vincent, 2 de gener de 1982) va ser un ciclista francès que va destacar durant els anys vint del segle xx.

## Biografia
De petit, la seva família s'establí a Nai, provinent del seu Pau natal. Va tenir una llarga carrera esportiva, primer destacant a nivell regional i més tard al Tour de França. El 1913 aconseguí els primers èxits, però la Primera Guerra Mundial comportà una aturada en la seva progressió. En acabar la contesa, es convertí en el millor ciclista del sud-oest de França, acumulant victòries, però es mostrà poc propens a anar a córrer lluny de casa seva: la seva participació en el Tour de França de 1924, en tant que corredor aïllat, fou fugaç.
Calgué esperar al 1926 perquè Fontan demostrés la seva classe internacional: guanyà la Volta a Catalunya. L'any següent tornà a guanyar-la i hi afegí la Volta a Euskadi davant els millors ciclistes del moment: André Leducq i Nicolas Frantz.
El 1928, als 36 anys, participà en el Tour de França acabant en 7a posició i guanyant dues etapes. Al Tour de França de 1929 fou un dels favorits, i ho demostrà aconseguint el mallot groc en l'etapa de Luchon, però l'endemà trencà la bicicleta. El reglament de l'època l'obliga a reparar-la tot sol. Avançat per tots els rivals, abandonà la cursa.

## Palmarès
- 1913
  - 1r de la Tolosa-Bordeus
- 1923
  - 1r de la Volta a Corrèze
  - 1r del Tour del Sud-oest
  - 1r de la Volta a Guipuzkoa
- 1926
  -  1r de la Volta a Catalunya i vencedor de 3 etapes
  - 1r de la Bordeus-La Rochelle
  - 1r a San Pedro d'Irun
- 1927
  -  1r de la Volta a Catalunya i vencedor de 2 etapes
  - 1r de la Volta al País Basc i vencedor d'una etapa
  - 1r del Circuit de Midi
  - 1r del Circuit de Bearn i vencedor de 2 etapes
  - 1r de la Volta a Estella
- 1928
  - Vencedor de 2 etapes al Tour de França
- 1929
  - 1r del Petit Tour del Sud-est
- 1930
  - 1r de la Volta a Corrèze
  - 1r del Gran Premi de la cota d'Argent

### Resultats al Tour de França
- 1924. Abandona (5a etapa)
- 1928. 7è de la classificació general i vencedor de 2 etapes
- 1929. Abandona (10a etapa). Porta el mallot groc durant una etapa
- 1930. Abandona (9a etapa)

### Resultats del Giro d'Itàlia
- 1928. 4t de la classificació general